# Raymond Bartlett Stevens

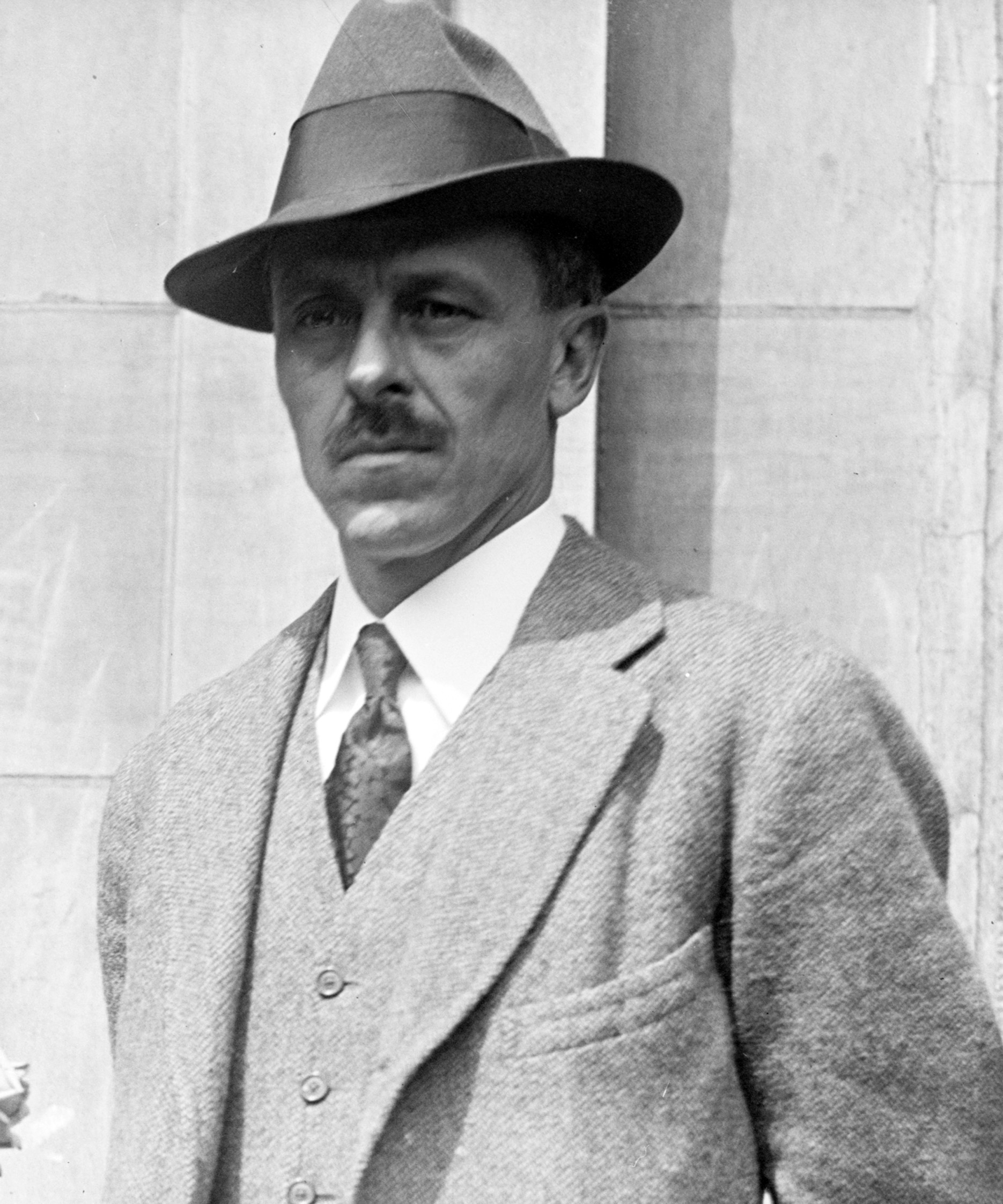
Raymond Bartlett Stevens

Raymond Bartlett Stevens (* 18. Juni 1874 in Binghamton, New York; † 18. Mai 1942 in Indianapolis, Indiana) war ein US-amerikanischer Politiker. Zwischen 1913 und 1915 vertrat er den Bundesstaat New Hampshire im US-Repräsentantenhaus.

## Werdegang
Bereits im Jahr 1876, im Alter von zwei Jahren, kam Stevens mit seinen Eltern nach Lisbon im Grafton County in New Hamphire. Dort besuchte er die öffentlichen Schulen. Danach studierte er an der Harvard University unter anderem Jura. Nach seiner im Jahr 1899 erfolgten Zulassung als Rechtsanwalt begann er in Lisbon in seinem neuen Beruf zu praktizieren. Stevens wurde Mitglied der Demokratischen Partei. In den Jahren 1909, 1911, 1913 und 1923 war er Abgeordneter im Repräsentantenhaus von New Hampshire. Im Jahr 1912 war er Delegierter auf einer Versammlung zur Überarbeitung der Staatsverfassung von New Hampshire.
1912 wurde Stevens im zweiten Wahlbezirk von New Hampshire in das US-Repräsentantenhaus in Washington, D.C. gewählt. Dort trat er am 4. März 1913 die Nachfolge des Republikaners Frank Dunklee Currier an, den er bei der Wahl geschlagen hatte. Da er im Jahr 1914 auf eine weitere Kandidatur für das Repräsentantenhaus verzichtete, konnte er bis zum 3. März 1915 nur eine Legislaturperiode im Kongress absolvieren. Stattdessen kandidierte Stevens erfolglos für einen Sitz im US-Senat.
Zwischen 1915 und 1917 war er Sonderberater der Bundeshandelskommission. Während des Ersten Weltkrieges war er in den Jahren 1917 und 1918 amerikanischer Vertreter in einem Kontrollrat der Alliierten, der sich mit Seetransporten befasste (Allied Maritime Transport Council). Zwischen 1917 und 1920 war er auch Vorsitzender eines Bundesausschusses, der sich ebenfalls mit Warentransporten befasste (United States Shipping Board). In den Jahren 1920 und 1924 war Stevens Delegierter zu den jeweiligen Democratic National Conventions. Von 1926 bis 1935 war er Berater des Königs von Siam für außenpolitische Fragen. Diese Tätigkeit unterbrach er im Jahr 1933 für sechs Monate, während der er erneut Mitglied der Bundeshandelskommission war. Ab 1935 bis zu seinem Tod im Jahr 1942 war er wieder Mitglied in dieser Kommission, deren Vorsitz er seit 1937 innehatte. Raymond Stevens starb am 18. Mai 1942 in Indianapolis und wurde in Landaff (New Hampshire) beigesetzt. 